# Кріс Расселл
Кріс Расселл (англ. Kris Russell; 2 травня 1987, м. Керолін, Канада) — канадський хокеїст, захисник. Виступає за «Калгарі Флеймс» у Національній хокейній лізі.
Виступав за «Медисин-Гет Тайгерс» (ЗХЛ), «Колумбус Блю-Джекетс», «Сірак'юс Кранч» (АХЛ), «Сент-Луїс Блюз», ТПС (Турку) (локаут).
В чемпіонатах НХЛ — 324 матчі (21+64), у турнірах Кубка Стенлі — 4 матчі (1+1).
У складі національної збірної Канади учасник чемпіонатів світу 2010 і 2012 (11 матчів, 1+6). У складі молодіжної збірної Канади учасник чемпіонатів світу 2006 і 2007.
Брат: Раєн Расселл.
Досягнення
- Переможець молодіжного чемпіонату світу (2006 і 2007)
- Чемпіон ЗХЛ (2005)

Нагороди
- Трофей чотирьох гравців «Бронкос» (2007)
- Трофей Бреда Горнунга (2005, 2006)
- Трофей Білла Гантера (2006, 2007)